# Saint-Malô-du-Bois
Saint-Malô-du-Bois és un municipi francès situat al departament de Vendée i a la regió de País del Loira. L'any 2007 tenia 1.434 habitants.

## Demografia

### Població
El 2007 la població de fet de Saint-Malô-du-Bois era de 1.434 persones. Hi havia 510 famílies de les quals 96 eren unipersonals (64 homes vivint sols i 32 dones vivint soles), 165 parelles sense fills, 229 parelles amb fills i 20 famílies monoparentals amb fills.
La població ha evolucionat segons el següent gràfic:
Habitants censats

### Habitatges
El 2007 hi havia 544 habitatges, 514 eren l'habitatge principal de la família, 15 eren segones residències i 15 estaven desocupats. 527 eren cases i 10 eren apartaments. Dels 514 habitatges principals, 405 estaven ocupats pels seus propietaris, 104 estaven llogats i ocupats pels llogaters i 4 estaven cedits a títol gratuït; 2 tenien una cambra, 17 en tenien dues, 70 en tenien tres, 137 en tenien quatre i 287 en tenien cinc o més. 471 habitatges disposaven pel capbaix d'una plaça de pàrquing. A 195 habitatges hi havia un automòbil i a 302 n'hi havia dos o més.

### Piràmide de població
La piràmide de població per edats i sexe el 2009 era:
| Homes | Edats   | Dones |
| ----- | ------- | ----- |
| 4     | 95 o +  | 0     |
| 0     | 90 a 94 | 0     |
| 4     | 85 a 89 | 8     |
| 4     | 80 a 84 | 0     |
| 12    | 75 a 79 | 12    |
| 20    | 70 a 74 | 32    |
| 24    | 65 a 69 | 16    |
| 16    | 60 a 64 | 32    |
| 4     | 55 a 59 | 12    |
| 36    | 50 a 54 | 28    |
| 36    | 45 a 49 | 24    |
| 56    | 40 a 44 | 56    |
| 60    | 35 a 39 | 84    |
| 68    | 30 a 34 | 16    |
| 48    | 25 a 29 | 48    |
| 28    | 20 a 24 | 32    |
| 52    | 15 a 19 | 24    |
| 72    | 10 a 14 | 64    |
| 44    | 5 a 9   | 48    |
| 52    | 0 a 4   | 44    |

## Economia
El 2007 la població en edat de treballar era de 924 persones, 757 eren actives i 167 eren inactives. De les 757 persones actives 721 estaven ocupades (409 homes i 312 dones) i 36 estaven aturades (15 homes i 21 dones). De les 167 persones inactives 44 estaven jubilades, 73 estaven estudiant i 50 estaven classificades com a «altres inactius».

### Ingressos
El 2009 a Saint-Malô-du-Bois hi havia 539 unitats fiscals que integraven 1.536 persones, la mediana anual d'ingressos fiscals per persona era de 17.529 €.

### Activitats econòmiques
Dels 37 establiments que hi havia el 2007, 2 eren d'empreses alimentàries, 1 d'una empresa de fabricació de material elèctric, 5 d'empreses de fabricació d'altres productes industrials, 6 d'empreses de construcció, 5 d'empreses de comerç i reparació d'automòbils, 3 d'empreses de transport, 3 d'empreses d'hostatgeria i restauració, 4 d'empreses financeres, 1 d'una empresa immobiliària, 4 d'empreses de serveis i 3 d'empreses classificades com a «altres activitats de serveis».
Dels 11 establiments de servei als particulars que hi havia el 2009, 1 era una oficina bancària, 1 taller de reparació d'automòbils i de material agrícola, 1 paleta, 3 guixaires pintors, 1 fusteria, 2 perruqueries, 1 restaurant i 1 agència immobiliària.
Dels 2 establiments comercials que hi havia el 2009, 1 era una botiga de menys de 120 m² i 1 una fleca.
L'any 2000 a Saint-Malô-du-Bois hi havia 37 explotacions agrícoles que ocupaven un total de 1.363 hectàrees.

## Equipaments sanitaris i escolars
El 2009 hi havia 2 escoles elementals.

## Poblacions més properes
El següent diagrama mostra les poblacions més properes.